# Giacomo Giretto
Giacomo Giretto (Imperia, 5 gennaio 1973) è un ex pallavolista italiano.
Giocava nel ruolo di centrale.

## Carriera

Giretto festeggia lo scudetto 1992-93 vinto con il Parma

La carriera di Giacomo Giretto inizia nelle giovanili della Pallavolo Parma, con cui disputa anche un campionato di Serie B1. Aggregato alla prima squadra a partire dalla stagione 1990-91, rimane a Parma per sei anni, conquistando due scudetti, una Coppa Italia, una Coppa CEV e una Supercoppa europea.
In questo periodo entra a far parte della nazionale italiana. Viene convocato nella selezione under 20, con la quale conquista la medaglia d'oro al campionato europeo di categoria nel 1992, mentre fa il suo esordio in quella seniores il 28 aprile 1994, nella partita disputata a Cuba e persa per 3-1. Nel campionato mondiale del 1994, disputato ad Atene, diventa campione del mondo. Vince anche due World League, prima di lasciare la nazionale nel 1996.
Nella stagione 1996-97 si trasferisce al Cuneo Volley Ball Club, dove in due stagioni vince una Supercoppa italiana, due Coppe delle Coppe e due Supercoppe europee, arrivando anche a disputare una finale scudetto.
Nella stagione successiva passa poi alla Sisley Volley di Treviso, con cui, in una sola stagione, vince lo scudetto, la Supercoppa italiana, la Coppa dei Campioni e la Supercoppa europea. Seguono diverse stagioni senza successi, distribuite fra 4 Torri Ferrara, Magna Grecia Volley di Taranto, Umbria Volley e l'Associazione Sportiva Pinuccio Capurso Volley Gioia, prima di passare all'Association Sportive Cannes Volley-Ball (maschile) e vincere il campionato francese.
Dopo un breve ritorno a Taranto chiude la sua carriera con tre stagioni alla M. Roma Volley, con cui conquista il suo ultimo trofeo, la Coppa CEV.

## Palmarès

### Club
- Campionato italiano: 3

1991-92, 1992-93, 1998-99
- Coppa Italia: 1

1991-92
- Supercoppa italiana: 2

1996, 1998
- Campionato francese: 1

2004-05
- Coppa dei Campioni: 1

1998-99
- Coppa delle Coppe: 2

1996-97, 1997-98
- Coppa CEV: 2

1991-92, 2007-08
- Supercoppa europea: 3

1990, 1996, 1997

### Nazionale (competizioni minori)
- Campionato europeo under 20 1992